# Rotscheitelamazone
Die Rotscheitelamazone (Amazona rhodocorytha), auch Granada-Amazone genannt, ist eine Papageienart aus der Unterfamilie der Neuweltpapageien. 

## Erscheinungsbild
Die Grundfärbung des Gefieders dieser 35 Zentimeter groß werdenden Amazonenart ist grün. Die Stirn und der Scheitel dieser Amazonenart sind orangerot, die Augenzügel sind gelb bis gelborange – diese Befiederung erstreckt sich gelegentlich bis auf die vorderen Wangen. Die übrigen Wangenpartien sind hellblau gefiedert. Anders als die meisten anderen Amazonenarten ist der unbefiederte Augenring bei dieser Amazonenart nicht weiß, sondern graublau, die Iris ist von einem dunklen, bräunlichen Orange, die Füße sind grau.

## Verbreitung
Das Verbreitungsgebiet sind die feuchten, atlantischen Tieflandwälder in den Küstengebieten Brasiliens von Alagoas bis Rio de Janeiro. Landwirtschaftlich genutzte Flächen oder Rodungsflächen werden gemieden, die Rotscheitelamazone siedelt aber auch in den Randzonen dicht geschlossener Wälder. Die Rotscheitelamazone ist ein typischer Nahrungsgeneralist und frisst Früchte, Samen, Nüsse, Beeren und Knospen einer Reihe von Futterpflanzen. Die Nahrungsaufnahme erfolgt bevorzugt in der Baumkrone.
Die Bestände der Rotscheitelamazone sind dramatisch zurückgegangen, seitdem Europäer den südamerikanischen Kontinent besiedelt haben. Die Art lebt heute nur noch in Fragmenten ihres früheren Verbreitungsgebietes.

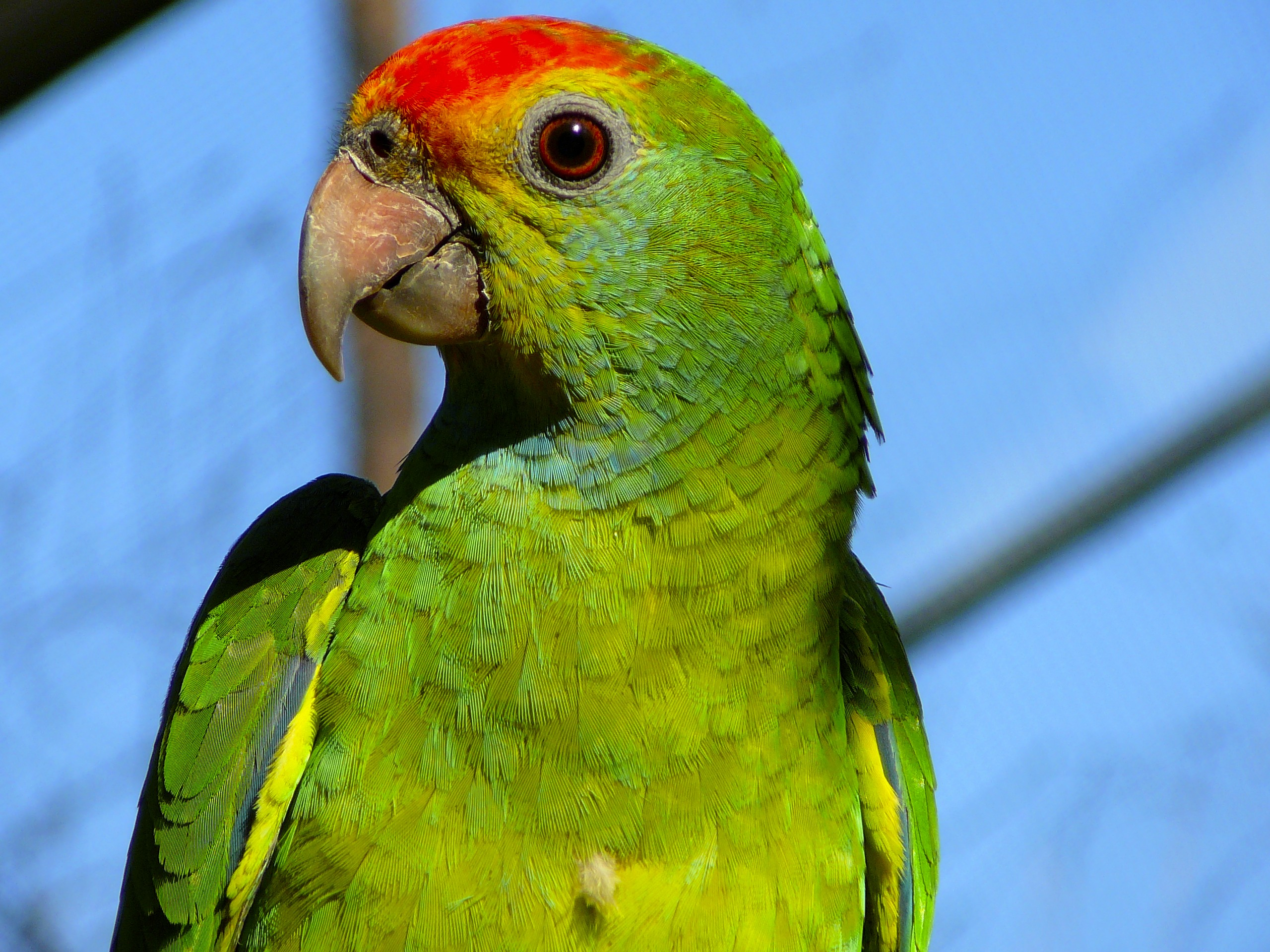
Rotscheitelamazone

## Systematik
Von einigen Autoren wird die Rotscheitelamazone als Unterart der nah verwandten Goldmaskenamazone (Amazona dufresniana) geführt. Diese Einteilung ist in der Fachwelt jedoch umstritten.
Die Rotscheitelamazone bildet möglicherweise zusammen mit der Goldmasken- und der Rotschwanzamazone (Amazona brasiliensis) eine Superspezies.